# Rievaldo Doorson
Rievaldo Doorson (Totness, 21 april 2000) is een Surinaams voetballer die speelt als aanvaller.

## Carrière
Doorson maakte in 2017 zijn debuut voor FC West United uit zijn geboortestad. Hij speelde een seizoen bij West United en maakte dan de overstap naar SV Transvaal. Bij Transvaal speelde hij drie seizoenen voordat hij de overstap maakte naar Inter Moengotapoe in 2021.
In 2019 maakte hij zijn debuut voor Suriname, anno 2022 bleef het bij deze ene interland.